# Zygmunt Rylski

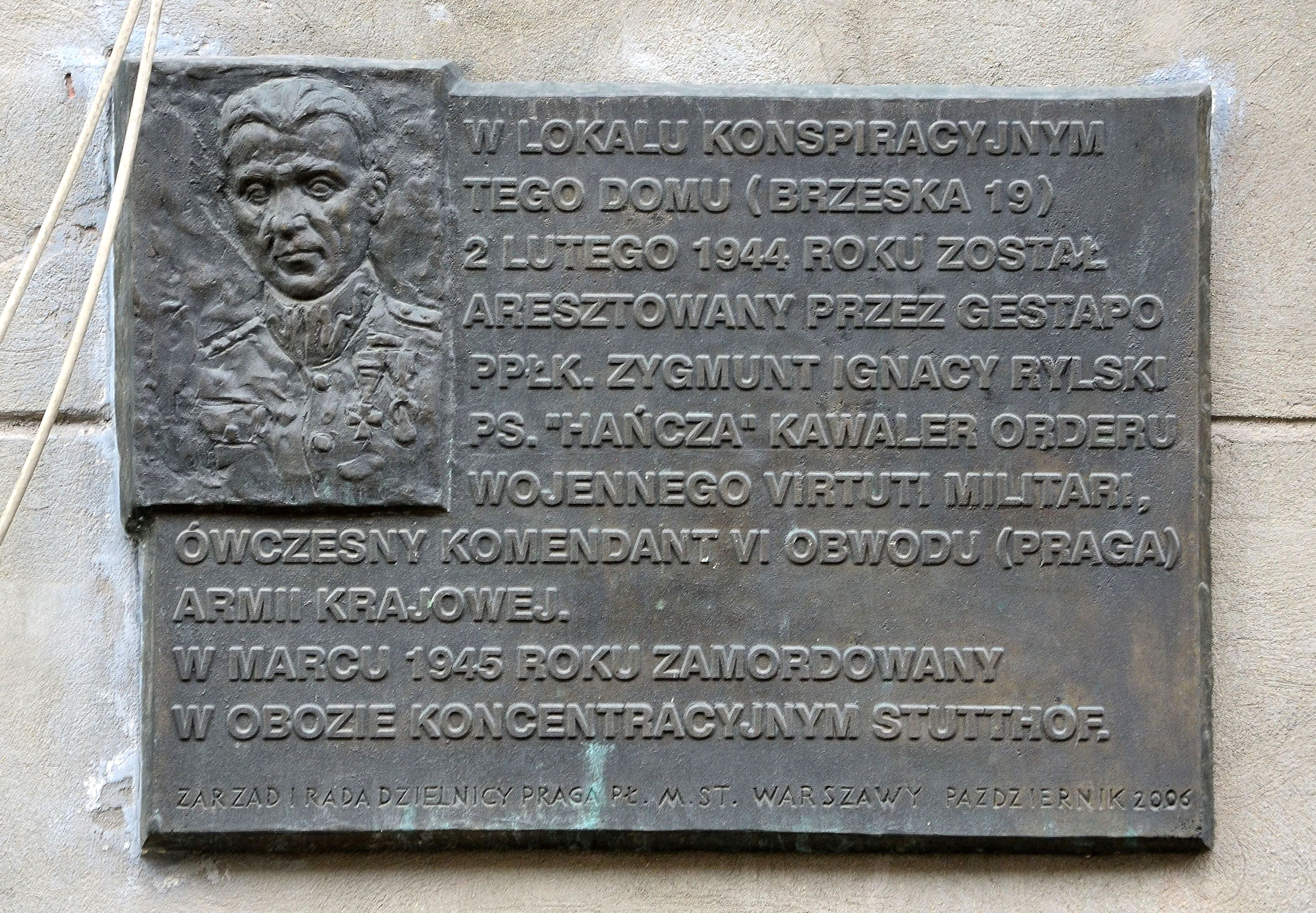
Tablica pamiątkowa przy ul. Brzeskiej 19

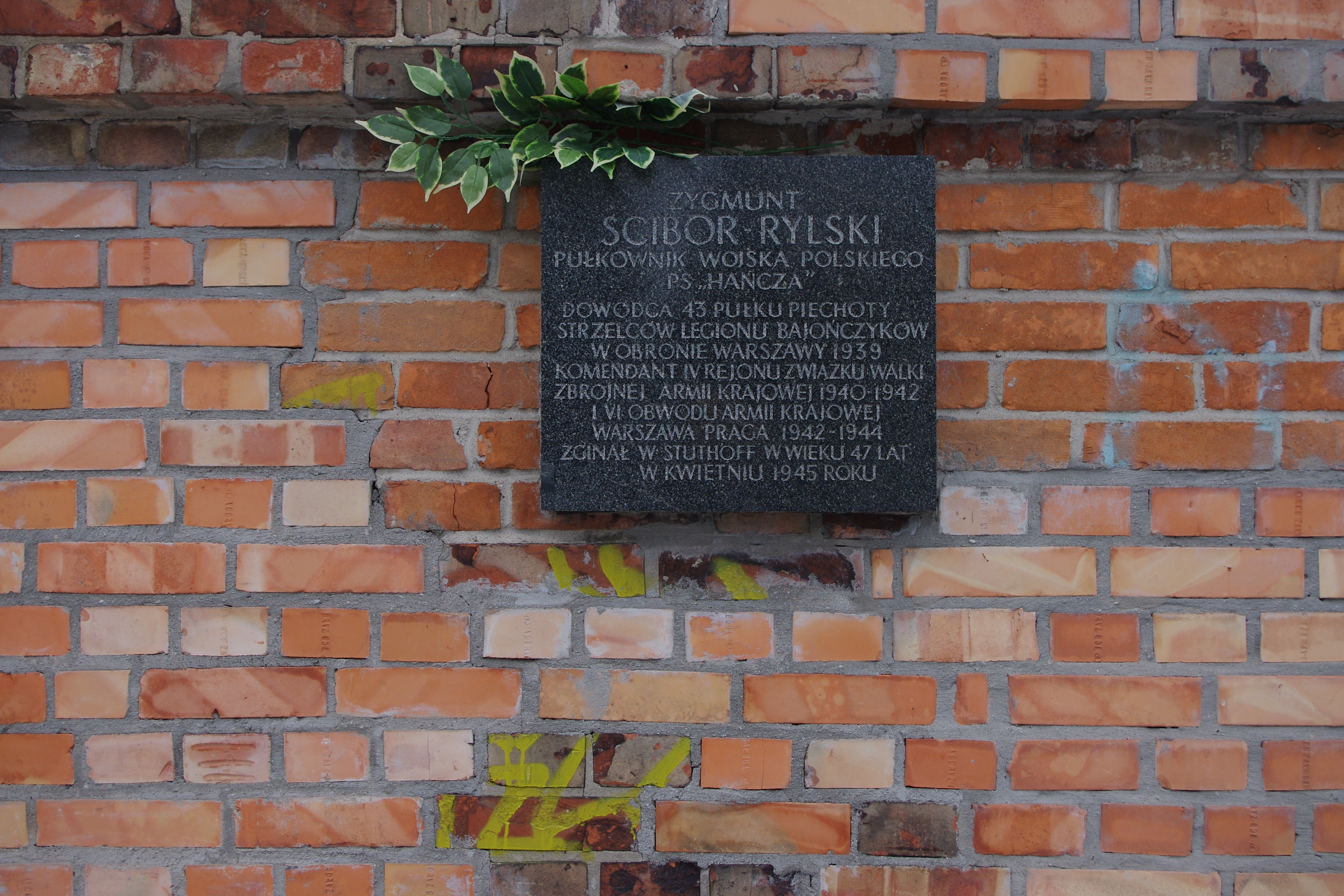
Tablica upamiętniająca Zygmunta Ścibora-Rylskiego na murze cmentarza Bródnowskiego w Warszawie

Zygmunt Ignacy Rylski herbu Ostoja ps. Grzegorz, Hańcza (ur. 16 kwietnia 1898 w Suwałkach, zm. 5 marca 1945 w Gęsi) – podpułkownik piechoty Wojska Polskiego.

## Życiorys
Był synem Adama, urzędnika, i Stanisławy z domu Ślaskiej. Uczył się w gimnazjum w Suwałkach, późniejszym Gimnazjum Państwowym im. Karola Brzostowskiego. W 1915, w czasie I wojny światowej, wraz z rodziną ewakuowany został w głąb Rosji, najpierw do Wilna, potem do Smoleńska, gdzie kontynuował naukę i otrzymał świadectwo dojrzałości.
Od grudnia 1916 służył w armii rosyjskiej, początkowo w 286 pułku piechoty 72 DP w Karsie. Od kwietnia do października 1917 uczył się w szkole podoficerskiej przy 218 pułku piechoty 55 DP w Tyflisie. W październiku 1917 wstąpił do I Korpusu Polskiego w Rosji. Od lutego 1918 dowodził plutonem i kompanią w walkach korpusu pod Toszczycą, Rochaczewem i Bobrujskiem przeciwko bolszewikom. W czerwcu 1918, po rozwiązaniu I Korpusu został zdemobilizowany. W drodze do kraju 20 czerwca został internowany przez Niemców w obozie warownym w Kownie. Zwolniony z obozu 1 lipca 1918. Po przybyciu do Warszawy zapisał się na studia SGGW.
W listopadzie 1918 w Warszawie wziął udział w rozbrajaniu Niemców, a następnie wstąpił ochotniczo do Wojska Polskiego. Początkowo przydzielony został na kurs instruktorski w Dęblinie. W grudniu tego roku został instruktorem i dowódcą plutonu w 13 pułku piechoty. W kwietniu i maju 1919 był odkomenderowany do Szkoły Szturmowej Okręgu Generalnego Nr 5 „Kraków”, w której pełnił funkcję instruktora.
17 września 1919 pod Kadłubiszczami został ciężko ranny. W lutym 1920, po rekonwalescencji, objął dowództwo plutonu w batalionie zapasowym 13 pułku piechoty. W lipcu tego roku mianowany dowódcą ochotniczej kompanii batalionu alarmowego tego oddziału, brał udział w wojnie polsko-bolszewickiej m.in. w obronie Modlina.
W sierpniu 1920 przeniesiony został do 15 pułku piechoty „Wilków”, na stanowisko dowódcy plutonu karabinów maszynowych. We wrześniu tego roku objął dowództwo kompanii w batalionie sztabowym. W tym czasie walczył z bolszewikami pod Stepankowiczami, Włodzimierzem Wołyńskim, Łuckim, Piotrozielcami i Dubnem.
Od lutego 1921 dowodził kompanią w batalionie zapasowym 13 pułku piechoty, a w sierpniu został przeniesiony na dowódcę kompanii w 77 pułku piechoty w Lidzie. Od lutego do lipca 1922 był słuchaczem kursu przeszkolenia w Szkole Podchorążych Piechoty w Warszawie. W lipcu 1925 przeniesiony został do 2 pułku piechoty Legionów, a w 1928 do 41 Suwalskiego pułku piechoty, w którym dowodził kompanią ciężkich karabinów maszynowych. W 1931 przeniesiony został do Batalionu Podchorążych Rezerwy Piechoty Nr 10A w Nisku. W następnym roku pozostawał w dyspozycji szefa Departamentu Piechoty Ministerstwa Spraw Wojskowych.
W 1932 przeniesiony został do I batalionu 39 pułku piechoty Strzelców Lwowskich w Lubaczowie, gdzie dowodził kompanią ciężkich karabinów maszynowych, a następnie pełnił obowiązki dowódcy batalionu. W 1933 ukończył kurs unifikacyjny dla oficerów sztabowych w Centrum Wyszkolenia Piechoty w Rembertowie.
W marcu 1939, po nominacji do stopnia majora, został dowódcą I batalionu 43 pułku Strzelców Legionu Bajończyków w Dubnie, na którego czele walczył w kampanii wrześniowej 1939. Po przebiciu się do Warszawy i dokonaniu tam reorganizacji i uzupełnieniu stanów osobowych, 22 września objął dowództwo 43 pp. Po kapitulacji Warszawy, zwolnił się z niewoli w stopniu kaprala i powrócił (za zgodą dowódcy pułku) do stolicy.
W październiku 1939 włączył się do działalności konspiracyjnej w Służbie Zwycięstwu Polski, a następnie Związku Walki Zbrojnej i Armii Krajowej.
W czasie okupacji używał przybranego nazwiska Zygmunt Ścibor, a następnie Ignacy Nicet. Pod tym drugim nazwiskiem mieszkał przy ul. Bugaj 14. Pracował jako sekretarz praskiego Oddziału Rady Głównej Opiekuńczej przy ul. Targowej 15.
Od 1940 do 1942 był komendantem 4 Rejonu Praga-Michałów. W sierpniu 1942 objął, po ppłk. Konradzie Szramka-Gliszczyńskim „Zawisza”, stanowisko komendanta VI/XXVI Obwodu AK Warszawa-Praga. W listopadzie 1943 komendant główny AK awansował go na podpułkownika.
Na przełomie kwietnia i maja 1943, z jego rozkazu, Oddział Dywersji Bojowej VI Obwodu wykonał akcję zbrojną w ramach pomocy dla walczącego getta od strony ul. Bonifraterskiej. Przed akcją osobiście rozpoznał teren. Wniósł poważny wkład w przeprowadzenie akcji scalenia oddziałów 14 organizacji wojskowych z terenów Pragi i włączenia ich do VI Obwodu AK.
Aresztowany 22 lutego 1944 w mieszkaniu zastępczym przy ul. Brzeskiej 19, został osadzony w więzieniu śledczym Gestapo w Alei Szucha w Warszawie. 1 marca 1944, po zakończonym śledztwie, przeniesiony został na Pawiak, a 24 maja 1944 wywieziony do obozu koncentracyjnego Stutthof. W obozie otrzymał numer 35964. W czasie pobytu w tym obozie był współorganizatorem i następnie dowódcą podziemnej organizacji wojskowej.
Chory na tyfus, został zamordowany 5 marca 1945 w podobozie ewakuacyjnum KL Stutthof we wsi Gęś koło Lęborka i tam pochowany w grobie zbiorowym. Jego symboliczny grób znajduje się na cmentarzu Bródnowskim na Targówku (kwatera 36H-1-23), zaś tablice pamiątkowe jedna na ścianie kościoła Ojców Pallotynów przy ul. Skaryszewskiej, druga na ogrodzeniu cmentarza Bródnowskim (po lewej stronie od wejścia od ul. Odrowąża).

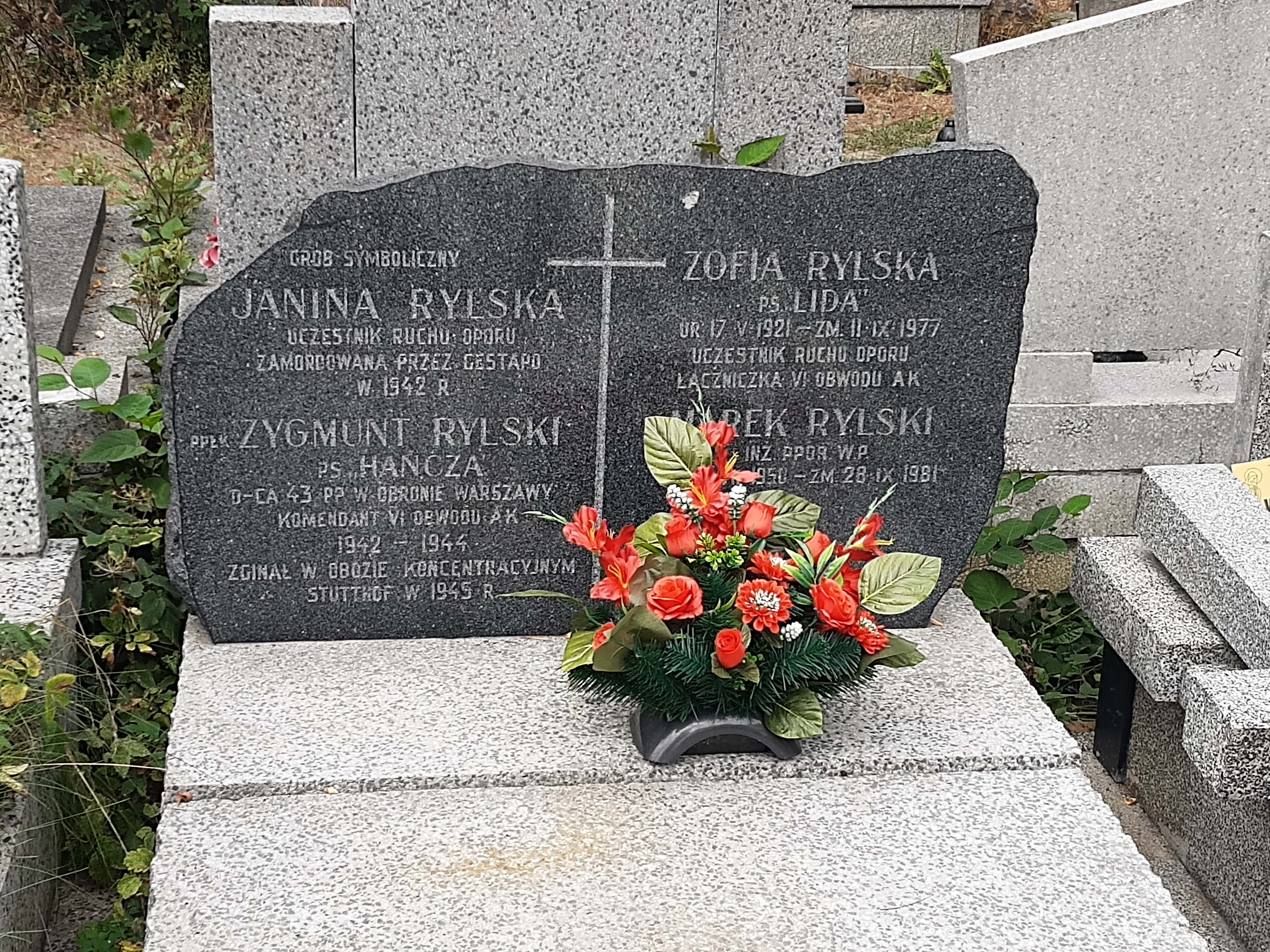
Grób symboliczny ppłka Zygmunta Rylskiego

Żonaty z Janiną z Maliszewskich, z którą miał czworo dzieci – Leszka, Zbigniewa, Marię – Krystynę i Jerzego

## Awanse służbowe
- porucznik – 3 maja 1922 zweryfikowany ze starszeństwem z dniem 1 czerwca 1919 i 1600 lokatą w korpusie oficerów piechoty
- kapitan – 12 kwietnia 1927 ze starszeństwem z dniem 1 stycznia 1927 i 118 lokatą w korpusie oficerów piechoty
- major – 19 marca 1939
- podpułkownik – 1943

## Ordery i odznaczenia
- Krzyż Srebrny Orderu Wojennego Virtuti Militari
- Krzyż Walecznych – trzykrotnie za wojnę 1918–1921 i po raz czwarty z kampanię 1939 (po raz pierwszy w 1921)[8]
- Złoty Krzyż Zasługi
- Medal Niepodległości
- Srebrny Krzyż Zasługi z Mieczami
- Medal Pamiątkowy za Wojnę 1918–1921
- Medal Dziesięciolecia Odzyskanej Niepodległości
- Krzyż Kampanii Wrześniowej – pośmiertnie
- Krzyż Armii Krajowej – pośmiertnie
- Krzyż Wojenny (Francja)

## Upamiętnienia
Na mocy decyzji z dnia 10 lipca 2024 roku, 181 batalion lekkiej piechoty 18 Stołecznej Brygady Obrony Terytorialnej otrzymał imię ppłk. Zygmunta Ignacego Rylskiego ps. „Grzegorz”, „Hańcza”.